# 万喜城
万喜城（まんぎじょう）は、千葉県いすみ市万木（上総国夷隅郡）にあった日本の城。万木城・満喜城・万騎城とも表記された。

## 概要
万喜城は東西と北側を夷隅川沿いの崖に囲まれた東西約500m・南北800m（推定）規模の山城で、東西40-80m・南北190m（推定）の主郭をはじめとする3つの郭から構成されている。
伝承では応永年間に摂津国から移った土岐時政が築いたとされている。だが、上総土岐氏の系譜は不明な点が多く、築城年代および築城者は不明である。明応年間前後に土岐頼元が活躍し、後に上総土岐氏の菩提寺となる海雄寺を創建したとされている。後年の小田原攻めの際には土岐氏の兵力は1000騎とも1500騎とも伝えられる。
具体的な活動が知られるのは土岐為頼の頃からで、為頼は里見義堯と婚姻関係を結んでいたが、第二次国府台合戦で里見氏が敗北すると、後北条氏と結んで離反し、以後一貫した北条方となった。このため、万喜城周辺はしばしば里見氏や上総武田氏の侵攻を受けた。特に土岐頼春（為頼の子）の代の天正16年（1588年）から同18年（1590年）にかけて里見氏による3度の攻勢が行われるが、いずれも土岐氏の勝利に終わっている（「万喜・長南合戦」）。だが、天正18年（1590年）の豊臣秀吉による小田原征伐においては北条氏に味方したことから、本多忠勝率いる徳川軍に攻め落とされ、米蔵跡と推定される場所からは焼米が出土されている。
小田原征伐によって土岐氏は滅亡し、万喜城も廃城になったと考えられてきたが、近年になって本多忠勝が大多喜城に入る前に一時的に万喜城を居城としていたことを示す文書の存在が知られるようになり、実際の廃城は忠勝が大多喜城を居城としていることが確認される天正19年（1591年）頃とみられている。

## アクセス
- いすみ鉄道いすみ線　国吉駅　徒歩41分